# Gaudioso de Tarazona
San Gaudioso, Obispo de Tarazona, nació en el año 482 en Escorón, lugar perteneciente a Ejea de los Caballeros (Zaragoza). Hijo de Gunta, señor de Escorón y capitán de las Guardias Reales de Eurico.
En el año 512 ingresó como monje en el Real Monasterio de San Victorián, del que era abad Victorián, y siguió allí hasta que el clero de Tarazona de Aragón le nombró prelado de su diócesis en el año 527, fundando un monasterio bajo la regla de San Benito.
En un viaje a Asán para visitar a su maestro Victorián, pasó por Escorón y aquí le sorprendió la muerte el 3 de noviembre de 541.
Fue sepultado en la iglesia de Escorón, y pasado unos años sus restos se trasladaron al monasterio de Asán, donde fueron enterrados al lado de los de su maestro Victorián, que más tarde fue, como él, canonizado.
La festividad de San Gaudioso se celebra el 3 de noviembre.